# Indian (rasa gołębia)

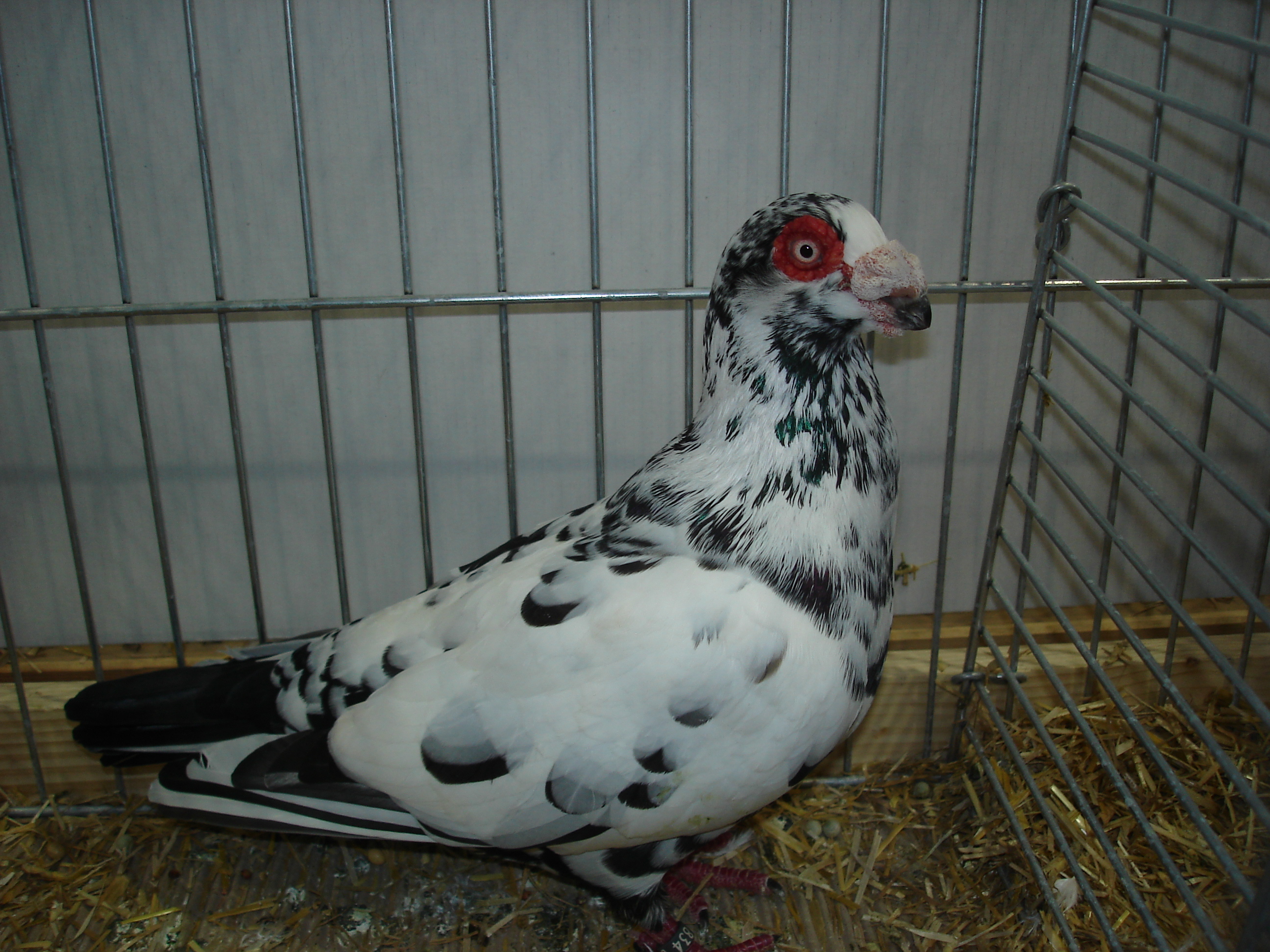
Indian

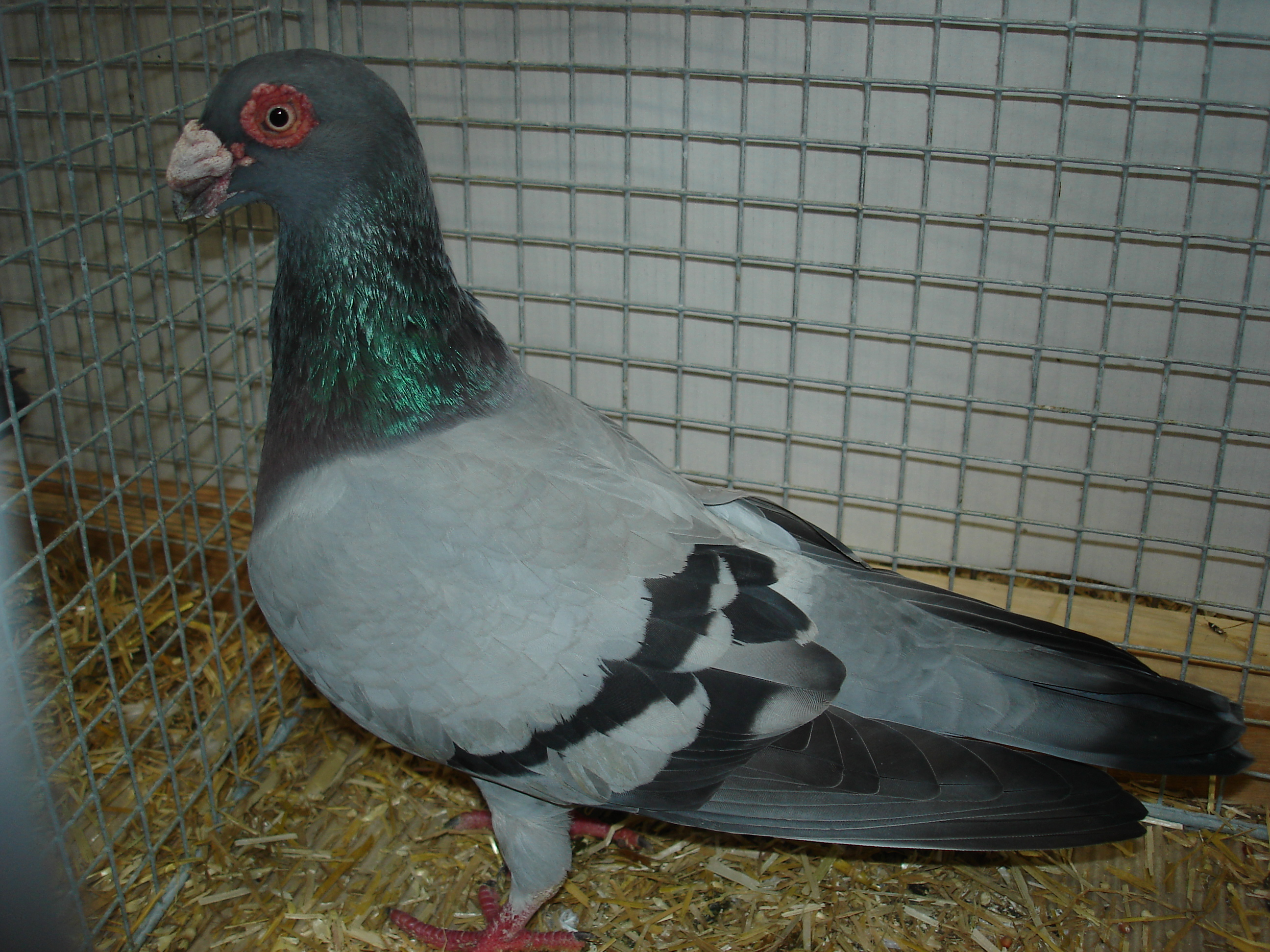
Indian

Indian – rasa gołębia domowego (skalnego).

## Pochodzenie
Indiany należą do bardzo starej rasy, której pochodzenie jest niepewne. Należy sceptycznie odnieść się do poglądu, że ojczyzną gołębia, zwanego indianem, jest Azja Wschodnia. Bardziej prawdopodobny jest pogląd, że protoplastami indiana i gołębi do niego podobnych jest Azja Mniejsza. Wątpliwe jest także to, że dotarły tu one z Indii. Pogląd taki czasem jest prezentowany, jednak wszystko wskazuje na to, że ojczyzną brodawczaków była Azja Mniejsza i Bliski Wschód, skąd pochodzą różnego rodzaju bagdety i brodawczaki (w tym również indian), zwane często dawniej gołębiami tureckimi, cypryjskimi, damasceńskimi. Opisywane były one w literaturze począwszy od XVII wieku. Dały one początek różnym lokalnym liniom brodawczaków i bagdet. 
Indian jest typowym brodawczakiem, być może o najbardziej pierwotnej budowie, kariery i dragony bowiem zostały dość wyraźnie przekształcone pod względem pokroju. Jednakże współczesne indiany odbiegają nieco od tych, które dotarły drogą morską przez Afrykę Północną do Anglii i Holandii. Według starej literatury hodowane w Anglii brodawczaki, zwane Berberami (Barb), były nieco mniejsze od współczesnego indiana, miały bardzo szerokie i czerwone obwódki wokół oczu. Dziób był stosunkowo krótki i tępy. Występowały głównie w kolorze białym, czarnym, czerwonym i żółtym. Ten typ indiana występuje jeszcze w wielu hodowlach na Wyspach Brytyjskich i w Skandynawii. Angielska nazwa Barb, zdaje się wskazywać, że hodowcy angielscy byli przekonani, że hodowane przez nich gołębie o dużych i czerwonych brwiach pochodzą z Afryki Północnej (historyczna Barbaria). Zapewne zostały one zakupione w portach północno-afrykańskich przez marynarzy. Mniej więcej w tym samym czasie do Francji i Anglii dotarły z Cypru gołębie, które także były brodawczakami, ale niektóre miały koronki. Być może one także odegrały pewną rolę w tworzeniu obecnie hodowanych indianów.
Brodawczaki zbliżone pokrojem do indiana dotarły do Europy nie tylko drogą morką, ale także lądową. Hodowane na południu Polski tzw. staropolskie brodawczaki i będące na wyginięciu turczyny, nie tylko zdają się potwierdzać to przypuszczenie, ale hodowane dawniej w Saksonii i Nadrenii brodawczaki uważane były za potomków brodawczaków sprowadzonych ze Środkowej Europy. Obecnie Francuzi są skłonni uznać polskie pochodzenia indiana, wręcz nazywają go polakiem (polonais).
Współczesny indian jest produktem wieloletniej pracy hodowlanej, selekcji i doskonalenia pod wieloma cechami pokroju. Duży wpływ na pokrój hodowanego w Europie indiana mieli najpierw Anglicy, później szczególnie Niemcy. Ich zasługą jest uzyskanie obecnej wielkości, harmonijnej budowy, zachowanie dużej samodzielności współczesnych indianów. Wyparły one liczne lokalne odmiany indiana.

## Budowa
Indian jest silnym, o zwartej budowie gołębiem. Charakterystyczną cechą indiana jest szeroka głowa z dużymi drobnoziarnistymi brwiami o kolorze karminowo-czerwonym i duże woskówki biało przypudrowane, wyraźnie podzielone na dwie części. Nadmiernie gąbczaste woskówki są dużą wadą. Przede wszystkim te cechy budowy bierze się pod uwagę przy selekcji i ocenie. Brwi i woskówki rosną indianom przez ich całe życie. Nie można zdeklasować gołębia, jeśli ma za małe brwi i woskówki, zapominając o jego dacie urodzenia. Ale nie wolno też jednorocznego indiana pomylić z czeską bagietą, zwaną pardubickim indianem. Piękno indiana da się dopiero w pełni podziwiać w jego trzecim roku życia.
Patrząc z profilu, głowa tworzy łuk przybliżony do koła, bez jakichkolwiek załamań i spłaszczeń. Przede wszystkim głowa indiana jest bardzo szeroka przed i za oczami oraz z tyłu, szczególnie u osobników powyżej dwóch lat. Wzorzec nie przewiduje koroniastych indianów. Centralnie osadzone w głowie oczy muszą wyrażać witalność gołębia, skłonnego do życia aktywnego. Źrenica powinna być duża, tęczówka zaś perłowa. Nielicznych czerwonych żyłek nie uznaje się za dużą wadę. Indiany o białym i wzorzystym umaszczeniu mają oczy ciemne. Jeśli jednak głowa gołębia wzorzystego (srokatego) jest czarna, żółta, czerwona lub niebieska, wówczas tęczówka powinna być perłowa.  
Silny, niezbyt krótki, a raczej o średniej długości dziób powinien być koloru jasnego, u czarnych zaś koloru rogowego. Górna i dolna część dzioba jednakowo silna i dobrze do siebie przylegająca. Z głową tworzy łuk przybliżony do koła, u gołębi starszych zakłócony przez silnie rozwiniętą woskówkę. Dopuszcza się trzy małe brodawki u starszych indianów, dwie po obu stronach u nasady dzioba jedna na środku pod dziobem. 
Szyja indiana powinna być średniej długości, szeroka, szczególnie w okolicy ramion, troszkę odchylona do tyłu, a pierś szeroka, mocno wysunięta, dobrze zaokrąglona. Plecy są krótkie opadające ku ogonowi. Skrzydła, spoczywające na ogonie, powinny być silne, przylegające do tułowia i nie opadające poniżej ogona. Zwarty i stosunkowo krótki ogon wystaje spod lotek. Nogi indiana powinny być krótkie i dość szeroko ustawione.

## Kolory upierzenia
Piękna indianom należycie pielęgnowanym dodaje przylegające do tułowia upierzenie, połyskujące i mieniące się w słońcu. Obecnie hoduje się indiany w następujących kolorach: czarne, czerwone, żółte, czekoladowe o różnej intensywności barwy (niem. dun, dunfarbig), białe, niebieskie, niebieskopłowe, szymle niebieskie, czerwone i żółte.